# Государственный строй Сингапура
По форме государственного устройства Сингапур является парламентской республикой.

## Конституция Сингапура
Первая Конституция Сингапура (с момента получения независимости от Малайзии) была принята 9 августа 1965 года, и до настоящего времени в неё были внесены в общей сложности 46 изменений (поправок). Конституция (Часть II, ст.3) определяет Сингапур как суверенную республику.

## Законодательная власть
Согласно ст.39 Конституции Сингапура, законодательная власть в стране представлена парламентом и президентом.

### Парламент Сингапура
Согласно ст.44 Конституции Сингапура, граждане страны обладают активным и пассивным избирательным правом с 21 года, при этом кандидат в депутаты парламента должен владеть как минимум одним из официальных языков страны — английским, малайским, китайским или тамильским и не должен иметь гражданства другой страны (или присягать на верность другой стране).
Парламент Сингапура однопалатный, его состав, согласно ст.39 Конституции, формируется из:
- а) депутатов, избранных по избирательным округам;
- б) представителей оппозиционных партий, не прошедших в парламент (так называемых Non-constituency Member of Parliament[англ.], NCMPs), которые пользуются большинством прав депутатов парламента, кроме права голоса при внесении изменений в Конституцию страны или голосовании вотума доверия правительству[2];
- в) назначаемых  депутатов  парламента[англ.] — лиц, назначаемых лично президентом Сингапура, для обеспечения большего числа независимых голосов в парламенте[3].

Нынешний состав парламента, сформированный после выборов 2011 года, включает в себя 99 депутатов, из них 80 представляют партию «Народное действие», 7 — рабочую партию Сингапура, 1 — Сингапурскую народную партию, 3 являются NCMPs и 9 — назначены президентом.

### Президент Сингапура
Согласно ст.17 Конституции Сингапура, президент является главой государства. Президент избирается всенародным голосованием на 6-летний срок. К кандидатам на должность президента предъявляются следующие требования: гражданство Сингапура, возраст не менее 45 лет, отсутствие членства в какой-либо политической партии на момент выборов, опыт работы не менее 3 лет в должности министра, верховного судьи, спикера парламента, генерального прокурора, председателя Комиссии по вопросам государственной службы, генерального ревизора, начальника финансовой службы или парламентского секретаря либо председателем совета директоров или CEO компании с оплаченным капиталом в размере не менее 100 миллионов долларов.
Нынешний президент Сингапура Тарман Шанмугаратнам занимает должность с сентября 2023 года.

## Исполнительная власть

### Правительство Сингапура
В настоящее время в правительство входят следующие министры:
- Премьер-министр
- Заместитель премьер-министра
- Министр-координатор по вопросам национальной безопасности
- Министр внутренних дел
- Министр по делам государственной службы
- Министр финансов
- Министр труда
- Министр иностранных дел
- Министр юстиции
- Министр обороны
- Министр торговли и промышленности
- Министр национального развития
- Министр здравоохранения
- Министр охраны окружающей среды и водных ресурсов
- Министр образования
- Министр информации, коммуникаций и искусств
- Министр по делам мусульман
- Министр транспорта
- Второй министр иностранных дел
- Министр аппарата премьер-министра
- Второй министр аппарата премьер-министра
- Второй министр внутренних дел
- Второй министр торговли и промышленности
- Министр общественного развития, молодёжи и спорта.

С 12 августа 2004 премьер-министром является Ли Сяньлун.

## Судебная власть
Согласно ст.93 Конституции, судебная система в Сингапуре состоит из Верховного суда и судов низших инстанций. Верховный суд, в свою очередь, состоит из Апелляционного суда и Высшего суда. Апелляционный суд осуществляет апелляции по гражданским и уголовным делам, в то время как Высший Суд осуществляет как первоначальное слушание, так и рассмотрение апелляций по уголовным и гражданским делам. Главный судья, судьи Апелляционного суда и судьи Высшего суда назначаются президентом из числа кандидатов, рекомендованных Премьер-министром. При назначении судей премьер-министр должен предварительно проконсультироваться по их кандидатурам с главным судьей. Нынешним главным судьёй Сингапура является Сандареш Менон.
Суды присяжных в Сингапуре были отменены в 1969 году. В уголовно-процессуальный кодекс Сингапура были внесены поправки в 1992 году, позволяющие рассматривать дела по тяжким преступлениям в составе одного судьи. Президент страны имеет право помилования по рекомендации кабинета министров.